# 709 TCN
709 TCN là một năm trong lịch La Mã.